# Cu cu mỏ vàng

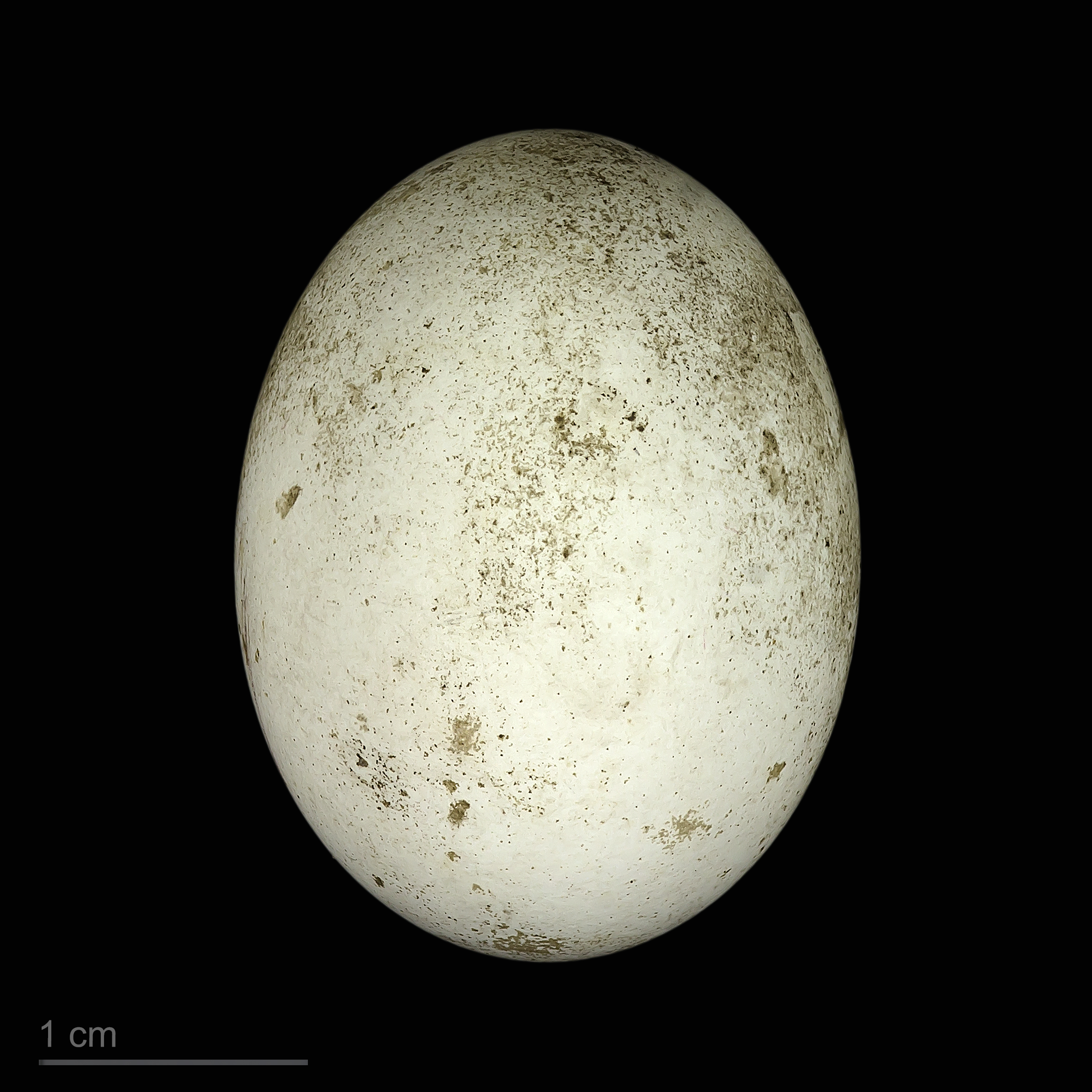
Coccyzus americanus

Cu cu mỏ vàng (danh pháp hai phần: Coccyzus americanus) là một loài chim thuộc họ Cu cu (Cuculidae)..
Môi trường sống sinh sản của chúng là những khu rừng rụng lá từ miền nam Canada đến Mexico. Chúng di chuyển đến Trung Mỹ và phía nam cũng như miền bắc Argentina. Cu cu mỏ vàng là một loài lang thang hiếm Tây Âu.
Chúng kiếm thức ăn trong cây và bụi rậm, chúng cũng có thể bắt côn trùng bay. Thức ăn chủ yếu là côn trùng, đặc biệt là sâu bướm Lasiocampidae và ve sầu, nhưng cũng có một số loài thằn lằn, trứng của các loài chim khác và quả mọng.
Chúng làm tổ trong một cây hoặc cây bụi, thường ở độ cao 1-4 mét so với mặt đất. Một tổ có 2-4 trứng được ấp 14 ngày hoặc lâu hơn. Chim non có thể leo nhanh nhẹn sau 7-9 ngày tuổi sau khi nở.
Thỉnh thoảng chúng đẻ nhờ trứng vào tổ của các loài chim khác (thường là tổ của cu cu mỏ đen) nhưng chúng không thường đẻ nhờ như cu cu thông thường.